# Erechthias notophanes
Erechthias notophanes är en fjärilsart som beskrevs av Edward Meyrick 1922. Erechthias notophanes ingår i släktet Erechthias och familjen äkta malar. Inga underarter finns listade i Catalogue of Life.